# Desportiva Piratas
O Desportiva Piratas é uma equipe de futebol americano de Cariacica, Espírito Santo. 

## História
A equipe foi fundado no ano de 2013 com o nome Piratas FA. 
No ano de 2014 firmou uma parceria com a Desportiva Ferroviária, tradicional clube de futebol do Espírito Santo, adotando desde então o nome atual.
No Campeonato Capixaba de 2015 estreia com derrota para o Vila Velha Tritões por 53 a 3 no Campo da Pedra da Cebola em Vitória.
No segundo e último jogo da Primeira Fase, derrota o Linhares Panthers por 35 a 31 em Linhares e conquista a vaga na final.
Na final é derrotado novamente pelo Vila Velha Tritões por 46 a 7 no Campo do Sesi de Linhares, terminando com o vice-campeonato.
No decorrer da competição, a equipe desiste da disputa da Liga Nacional de 2015, divisão de acesso do Campeonato Brasileiro de Futebol Americano, alegando falta de apoio financeiro.

## Campanhas de destaque
- Vice-campeão do Campeonato Capixaba: 2015